# Monsano
Monsano település Olaszországban, Marche régióban, Ancona megyében. Lakosainak száma 3289 fő (2023. január 1.). Monsano Monte San Vito, San Marcello és Jesi községekkel határos.

## Népesség
A település lakossága az elmúlt években az alábbi módon változott:
| Lakosok száma | 3396 | 3375 | 3289 |
|               | 2017 | 2018 | 2023 |